# Ellerstein und Stadtberg bei Rückerode
Auf den flachgründigen Böden um Ellerstein und Stadtberg bei Rückerode im nordhessischen Werra-Meißner-Kreis wächst ein Halbtrockenrasen, der ein reiches Vorkommen an Orchideen besitzt. Die von Wäldern umsäumten Bereiche werden wegen ihrer botanischen und erdgeschichtlichen Bedeutung als flächenhafte Naturdenkmale geschützt. Das Gelände liegt im „Geo-Naturpark Frau-Holle-Land“ und in einem der vielen Teilstücke des Fauna-Flora-Habitat(FFH)-Gebiets „Werra- und Wehretal“.

## Lage
Die Dolomitfelsen des Ellersteins erheben sich nordwestlich von Rückerode auf der südlichen Seite des Stadtbergs. Das im Jahr 1327 erstmals erwähnte Gut Rückerode liegt neben der Ruine einer spätmittelalterlichen Burg und wurde mit der Auflösung des Gutsbezirks nach Hundelshausen eingemeindet. Es gehört heute zum Stadtgebiet von Witzenhausen.
In der naturräumlichen Gliederung Deutschlands des Instituts für Landeskunde Bad Godesberg wird die Landschaft dem Soodener Bergland (358.02) im Gebiet des Unterwerrasattels (358.0) des Unteren Werraberglands (358) zugeordnet. Es geht nach Süden in den Bereich der Nördlichen Meißnervorberge (357.80) im Fulda-Werra-Bergland (357) über. Sie gehören alle zu der Haupteinheitengruppe des Osthessischen Berglands.

## Natur
Die Bedeutung des Gebiets liegt aus naturschutzfachlicher Sicht in dem Vorkommen von Lebensräumen, die als besonders schützenswert gelten und für deren Erhaltung nach der Fauna-Flora-Habitat-Richtlinie besondere Schutzgebiete im europaweiten Netzwerk Natura 2000 ausgewiesen werden sollen. Neben den beiden Lebensraumtypen (LRT) der Wälder, Waldmeister-Buchenwald (LRT 9130) und Mitteleuropäischer Orchideen-Kalk-Buchenwald (LRT 9150), wurde der Kalkhalbtrockenrasen mit seinem reichen Orchideenvorkommen als prioritärer Lebensraum (LRT 6212*) ausgewiesen. Er befindet sich in einer der elf Teilflächen mit Offenlandbiotopen, die im FFH-Gebiet „Werra- und Wehretal“ ausgewählt wurden, um sie genauer zu kartieren.

### Fauna
Die Wälder am Stadtberg sind Jagdhabitate für Bechsteinfledermäuse und Große Mausohren. Die in Anhang II der FFH-Richtlinie aufgelisteten Fledermäuse gehören zu den „Arten von gemeinschaftlichem Interesse“, für deren Erhaltung nach den Gesetzen der Europäischen Union besondere Schutzgebiete im Natura-2000-Netz eingerichtet werden müssen. Die Vorkommen der beiden Fledermausarten waren maßgeblich für die Ausweisung des FFH-Gebiets „Werra- und Wehretal“. Um die Funktion der Wälder als Lebensraum für die stark gefährdeten Fledermausarten zu sichern, die die Flächen zur Nahrungssuche und auch als Wochenstube und Tagesquartiere nutzen, sollen die großflächigen Laub- und Laubmischwälder erhalten bleiben. Leitziel für die Waldbereiche, die als von „landesweiter Bedeutung“ gelten, ist ein Mosaik mit lebensraumtypischen Baumarten in verschiedenen Altersphasen, mit stehendem und liegendem Totholz und Höhlenbäumen.
Während der Grunddatenerhebung für das FFH-Gebiet, die im April 2011 fertiggestellt wurde, sind im Gebiet seltene Vögel wie Neuntöter und Kolkrabe gesehen worden. Der Neuntöter wird im Anhang I der Vogelschutzrichtlinie aufgeführt und zählt damit europaweit zu den besonders schutzwürdigen Vogelarten. Auch wurden in dem Gebiet zahlreiche bedrohte Insektenarten beobachtet, wie die Schmetterlinge Zwerg-Bläuling, Graubindiger Mohrenfalter der auch als Waldteufel bezeichnet wird, Kronwicken-Dickkopffalter, Schlüsselblumen-Würfelfalter auch Perlbinde genannt, Silbergrüner Bläuling und Roter Würfel-Dickkopffalter. Diese wärmeliebenden Tagfalter besiedeln den sonnenexponierten Halbtrockenrasen und werden in der Roten Liste der Tagfalter Hessens als gefährdet oder stark gefährdet genannt. Zu den bemerkenswerten Arten, die durch Zufallsbeobachtungen in dem Gebiet erfasst wurden, zählen der Nachtfalter Wolfsmilchschwärmer, die Feldheuschrecke Kleiner Heidegrashüpfer und die Langfühlerschrecke Europäische Maulwurfsgrille.

### Flora
Der Halbtrockenrasen auf dem offenen Hangbereich stellt aus Sicht des Naturschutzes den bedeutsamstem Teil des Gebietes dar. Er wurde wegen seines reichen Orchideenvorkommens als einer der prioritären Lebensraumtypen eingestuft, die vom Verschwinden bedroht sind und für die eine besondere Verantwortung für ihre Bewahrung besteht. Die durch Beweidung entstandenen Flächen besitzen eine kleinräumig variierende Vegetation mit einzeln stehenden oder in kleinen Gruppen wachsenden Wacholdergehölzen. Eingestreut sind Felsen, Kalkschotter- und Offenbodenbereiche sowie zahlreiche Ameisenhaufen. Zu dem hohen Anteil der verschiedenen, wertgebenden Orchideenarten gehören Schwertblättriges Waldvögelein, Rotbraune Stendelwurz, Mücken-Händelwurz, Stattliches und Dreizähniges Knabenkraut, Fliegen-Ragwurz und Grünliche Waldhyazinthe.

### Geotop
Der Komplex des Ellersteins, auf der gleichnamigen Höhe, besteht aus dem Hauptdolomit des Zechsteins. Sein heutiges Aussehen entstand durch Erosionsprozesse, durch die die weicheren Gesteine, die den verwitterungsresistenten Hauptdolomit umgaben, abgetragen wurden und ihn als isolierte Erhebung aus der Landschaft ragen ließen. Auslaugungen und die exogenen Kräfte der Verwitterung bewirkten auch das löchrige Erscheinungsbild der gelblichgrauen Felsen. Durch die unterschiedliche Löslichkeit der den Dolomit aufbauender Verbindungen Kalzium- und Magnesiumkarbonat können sich bei fortschreitender Verkarstung auch kleinere Nischen im Gestein zu höhlenartigen Öffnungen erweitern. Der Ellerstein liegt auf dem Wölbungsscheitel der Antiklinale. Hier erreicht der Hauptdolomit die mächtigste Schichtenfolge des Zechsteins am Unterwerrasattel. Der Hauptfelsen des Ellersteins erscheint von Norden kommend eher unscheinbar, nach Süden stürzt seine etwa 40 m lange Felswand jedoch um bis zu 20 m ab. Der Ellerstein gehört zu den 120 Geotopen im Werra-Meißner-Bergland, die das Hessische Landesamt für Naturschutz, Umwelt und Geologie (HLNUG) erfasst, beschrieben und bewertet hat.

## Schutz
In der Liste der Naturdenkmale des Werra-Meißner-Kreises hat der Ellerstein und seine Umgebung die Nummer ND 636.096 und das Teilstück des Stadtbergs die Nummer ND 636.103. Als „rechtsverbindlich festgesetzte Einzelschöpfungen der Natur“ werden sie durch das Bundesnaturschutzgesetz besonders geschützt. Bereits mit der 1. Nachtragsverordnung zur Sicherung von Naturdenkmalen im Kreise Witzenhausen vom 25. März 1938 wurden mit Zustimmung der höheren Naturschutzbehörde die Dolomitfelsen des Ellersteins mit ihrer Umgebung unter der laufenden Nummer 84 in das Naturdenkmalbuch eingetragen und hatten damit den Schutz des Reichsnaturschutzgesetzes erhalten. Das Teilstück des Stadtbergs auf dem Bergrücken zwischen Ellerstein und Gut Rückerode wurde im Juni 1970 als pflanzenkundliches Naturdenkmal ausgewiesen.
Die Naturdenkmale liegen in einer der vielen Teilflächen des FFH-Gebiets Werra- und Wehretal, das im Rahmen der Umsetzung der Fauna-Flora-Habitat-Richtlinie im Juli 2001 vom Land Hessen der EU-Kommission für das länderübergreifende Netz besonderer Schutzgebiete „Natura 2000“ gemeldet wurde. Mit der Bestätigung im Dezember 2004 forderte die EU neben dem Gebietsmanagement und dem damit verbundenen Monitoring eine förmliche Schutzerklärung, die im Januar 2008 mit der „Verordnung über Natura 2000-Gebiete in Hessen“ erfolgte. Das mit einer Fläche von mehr als 24.000 Hektar größte FFH-Gebiet des Werra-Meißner-Kreises hat die Gebietsnummer 4825-302 und den WDPA-Code 555520187 und soll vorrangig dem Schutz der Fledermausarten Bechsteinfledermaus und Großes Mausohr sowie der Sicherung der großen zusammenhängenden Buchenwälder mit dem waldnahen Grünland und den angrenzenden Streuobstwiesen dienen.
Das FFH-Gebiet befindet sich in einer Region, die zu den Gebieten in Deutschland gezählt wird, die eine besonders hohe Dichte und Vielfalt an charakteristischen Arten, Populationen und Lebensräumen aufweisen. Diese als Hotspots der biologischen Vielfalt bezeichneten Bereiche wurden im Auftrag des Bundesamts für Naturschutz ermittelt und mit dem Bundesprogramm Biologische Vielfalt gezielt gefördert.